# Euzonus furcifera
Euzonus furcifera är en ringmaskart som först beskrevs av Ehlers 1897.  Euzonus furcifera ingår i släktet Euzonus och familjen Opheliidae. Inga underarter finns listade i Catalogue of Life.